# Hilario Luna y Luna
Hilario Luna y Luna est l'une des huit paroisses civiles de la municipalité de Morán dans l'État de Lara au Venezuela. Sa capitale est Villanueva.

## Géographie

### Démographie
Hormis sa capitale Villanueva, la paroisse civile comporte plusieurs localités, dont :
- Agua Amarilla
  - Agua Amarilla Este
  - Agua Amarilla Oeste
- El Picacho
- El Regalo
- Fila Rica
- Guanarito
  - Guanarito Este
  - Guanarito Oeste
- Guayana
  - Guayana Abajo
  - Guayana Arriba
- La Florida
  - La Florida Norte
- La Laguna
- La Montaña
- La Mucutía
- La Victoria
- La Vigía
- Las Palmitas
- Las Quebraditas
- Los Higuerones
  - Los Higuerones Este
  - Los Higuerones Oeste
- Los Palmares
- Maguaza Norte
- Rabo Chivo
- Santa Lucía
  - Santa Lucía Este
  - Santa Lucía Oeste
- Villanueva